# Powerlifting ai XVI Giochi paralimpici estivi - 41 kg femminile
Le gare di powerlifting della categoria fino a 41 kg femminile ai XVI Giochi paralimpici estivi si sono svolte il 26 agosto 2021 presso il Tokyo International Forum.
La vincitrice è stata Guo Lingling che ha anche stabilito il nuovo record del mondo e il nuovo record paralimpico sollevando 109 chilogrammi nel quarto tentativo.

## Risultati
| Pos. | Atleta                     | Peso (kg) | Sollevamenti (kg) | Sollevamenti (kg) | Sollevamenti (kg) | Sollevamenti (kg) | Risultato (kg) |
| Pos. | Atleta                     | Peso (kg) | 1                 | 2                 | 3                 | 4                 | Risultato (kg) |
| ---- | -------------------------- | --------- | ----------------- | ----------------- | ----------------- | ----------------- | -------------- |
|      | Guo Lingling               | 40,13     | 105               | 108               | 108               | 109               | 108            |
|      | Ni Nengah Widiasih         | 39,53     | 96                | 98                | 98                | –                 | 98             |
|      | Clara Fuentes Monasterio   | 40,37     | 97                | 97                | 99                | –                 | 97             |
| 4    | Zoe Newson                 | 40,70     | 94                | 97                | 97                | –                 | 94             |
| 5    | Hellen Wawira Kariuki      | 40,37     | 90                | 93                | 95                | –                 | 93             |
| 6    | Cristina Poblador Granados | 39,31     | 92                | 92                | 96                | –                 | 92             |
| 7    | Lara Aparecida de Lima     | 39,11     | 88                | 92                | 96                | –                 | 88             |
| 8    | Noura Baddour              | 39,65     | 82                | 86                | 86                | –                 | 82             |
| –    | Maryna Kopiika             | 40,17     | 88                | 90                | 90                | –                 | –              |
| –    | Leidy Rodríguez            | 40,76     | 92                | 92                | 93                | –                 | –              |